# Luciana Ottaviani
Luciana Ottaviani, nota anche con lo pseudonimo di Jessica Moore (Urbino, 8 agosto 1967), è un'ex modella, attrice e showgirl italiana.
È apparsa in una decina di film tra il 1986 e il 1989. Ha usato anche un secondo nome d'arte, Gilda Germano.

## Biografia
Nata a Urbino, si è trasferita in giovane età a Pesaro. Conclusi gli studi classici, nel 1986 ha debuttato prima come showgirl e ballerina, e poi come attrice. Come fotomodella è apparsa senza veli sulle riviste Playmen e Gin Fizz/Gin Film, oltreché sull'edizione italiana di Playboy. In televisione, tra la fine del 1987 e l'inizio del 1988 ha preso parte al programma Indietro tutta! nel corpo di ballo delle "Ragazze Coccodè", e nel 1989 ha partecipato a un episodio della serie televisiva Classe di ferro.
Ha debuttato nel cinema con il regista Dario Donati (alias Aristide Massaccesi), nel film La monaca nel peccato; è diventata nota grazie alla seconda collaborazione con Massaccesi (stavolta sotto lo pseudonimo di Joe D'Amato), nella pellicola Eleven Days, Eleven Nights (11 giorni, 11 notti) in cui ha interpretato il primo ruolo da protagonista, cui ha fatto seguito l'anno seguente Top Model, ancora con D'Amato. Oltre a questi ha ricoperto ruoli secondari nei film successivi, lavorando in particolare con Mario Bianchi e Lucio Fulci.
Successivamente s'è ritirata dall'ambiente cinematografico per dedicarsi alla creazione e alla vendita di abiti da sposa.

## Filmografia

### Cinema
- La monaca nel peccato, regia di Dario Donati (Aristide Massaccesi) (1986)
- Eleven Days, Eleven Nights (11 giorni, 11 notti), regia di Joe D'Amato (Aristide Massaccesi) (1987)
- Top Model, regia di Joe D'Amato (Aristide Massaccesi) (1988)
- Riflessi di luce, regia di Mario Bianchi (1988)
- Un gatto nel cervello, regia di Lucio Fulci (1990)

### Televisione
- Il Veneziano, vita e amori di Giacomo Casanova, regia di Simon Langton – film TV (1987)
- Non aver paura della zia Marta, regia di Mario Bianchi – film TV (1988)
- Il fantasma di Sodoma, regia di Lucio Fulci – film TV (1988)
- Cheeeese, regia di Bernard Weber – film TV (1988)
- Luna di sangue, regia di Enzo Milioni – film TV (1989)
- Classe di ferro – serie TV, episodio 1x02 (1989)

## Programmi televisivi
- Indietro tutta! (1987-1988)